# Asahi Ishiwata
Asahi Ishiwata (石渡 旭 Ishiwata Asahi?), född 8 april 1996 i Kanagawa prefektur, är en japansk fotbollsspelare.
Ishiwata började sin karriär 2019 i Fukushima United FC.